# Carl Åbjörnsson
Carl Walter Åbjörnsson, född 15 mars 1913 i Helsingborg, död 22 september 2004 i Oscars församling, Stockholm, var en svensk jurist.
Carl Åbjörnsson avlade juris kandidatexamen vid Lunds universitet 1937 och blev efter tingstjänstgöring i Luggude domsaga 1937–1940 utnämnd till amanuens i kammarrätten 1942. Han blev assessor 1948 och kammarrättsråd 1953. Han var byråchef i Finansdepartementet 1951–1956 och chef för Finansdepartementets rättsavdelning 1956–1959. Åbjörnsson utnämndes 1959 till regeringsråd och var ordförande i Regeringsrätten 1975–1980. Han var ledamot av lagrådet 1965–1967. Han hade också en rad uppdrag i olika statliga utredningar. Carl Åbjörnsson är begraven på Donationskyrkogården i Helsingborg.

## Utmärkelser
- Kommendör med stora korset av Nordstjärneorden, 6 juni 1969.[1]